# أحمد قنبر
أحمد قنبر (1900 - 1971) هو سياسي وصحفي سوري، وأحد مؤسسي حزب الشعب؛ نشط خلال الجمهورية السورية الأولى، وشغل وزارة الداخلية عدة مرات، وانتخب نائباً عن حلب في البرلمان السوري لأربع دورات أعوام 1947، 1954، 1949، 1961.